# Astro Boy (anime)
Astroboy (鉄腕アトム, Tetsuwan Atomu) és un anime, creat per Osamu Tezuka en la dècada dels 60, que va tenir molt d'èxit i va esdevenir una de les produccions model de l'anime nipó dirigit per Rintaro (Hayashi Shigeyuki). El primer episodi va ser emès el 1963, després d'haver obtingut un enorme èxit en la seua versió en paper, tot i que en arribar als Estats Units va ser censurat per la cadena de televisió NBC per considerar-lo inhumà i degradant amb els animals i de pèssim gust per als xiquets que podrien veure'l, ja que tractava bàsicament de com un científic segrestava gossos i els convertia en soldats Cyborg, i a l'NBC allò en un principi no li va acabar de convèncer, cosa que Osamu Tezuka no els va perdonar mai i els va retreure en la seua reedició dels Còmics d'Astroboy del 1980.
Astroboy és un robot creació del professor Ochonomizu (literalment: Aigua de Te; en les versions americanes va ser anomenat: Dr. Elephant per l'exagerada proporció del seu nas), un científic de l'Institut de Ciències del Japó, que aconseguix crear a un robot amb cos de xiquet i sentiments d'humà. La seua creació té vista de rajos X, superoïda, una intel·ligència artificial notable, coets a les botes i braços, i 100.000 cavalls de potència, a la qual cosa s'afig la possibilitat de disparar contra els seus enemics amb dues xicotetes armes instal·lades al darrere.
Però Astroboy també necessita recarregar les seues bateries, i en aquestes situacions es desenvolupa la trama, que incorpora personatges de la seua família, persecucions on els roïns de sempre intentaran capturar Astroboy per a desarmar-lo i copiar-lo, a més altres coses semblants. L'anime original es va realitzar el 1963 (Mushi Productions) i va ser la primera sèrie regular d'anime emesa al Japó, va ser filmat en blanc i negre, després vindrien dues revisions més, una als anys 80 (Tezuka Productions) més curta en episodis, però aquesta vegada ja en color, i una nova versió el 2003 (Fuji TV) coincidint amb el doble aniversari del naixement fictici del personatge, i el 40è aniversari de l'obra de Tezuka, aquesta versió va ser filmada en color barrejant l'animació tradicional amb les últimes tècniques animació i color digital.

## Manga
El manga d'Astroboy va ser seriat en la revista Shonen de Kodansha entre 1951 i 1968 i recopilat en 32 toms. Va ser reeditat per Akita Shoten (Sunday Còmics) i després per Kodansha.

## Anime
Sobre Astroboy existeixen tres sèries 
- 1r - Tetsuwan Atom (1 de gener de 1963 fins al 31 de desembre de 1966 emesos en Fuji Terebi amb un total de 193 episodis)
- 2n - Tetsuwan Atom (1 d'octubre de 1980 fins a 23 de desembre de 1981 emesos en Nippon Terebi amb un total de 52 episodis))
- 3r - Astroboy: Tetsuwan Atom (6 d'abril de 2006 fins a 28 de març de 2004 emesos en Fuji Terebi amb un total de 50 episodis)

## Guia d'episodis original

### Astroboy (1963)
- Primera sèrie, en blanc i negre

| Episodi | Títol            | Títol               | Títol                               |
| Episodi | Kana/kanji       | Rōmaji              | Traducció                           |
| 001     | アトム誕生       | Atom Tanjou         | Apareix Àtom                        |
| 002     | フランケン       | Furaken             | Franken                             |
| 003     | 火星探検         | kasei tanken        | Expedició a Mart                    |
| 004     | ゲルニカ         | Gerunika            | El Guernica                         |
| 005     | スフィンクス     | Sufinkusu           | L'esfinx                            |
| 006     | 電光人間         | Denkô ningen        | L'home elèctric                     |
| 007     | アトム大使       | Atom taishi         | Àtom, l'ambaixador                  |
| 008     | 幽霊製造機       | yuurei seizou ki    | Fantasma, l'enginyeria de producció |
| 009     | ブラックルックス | Black Lux           | Llum Negra                          |
| 010     | イワンの馬鹿     | Iwan no baka        | El ximple d'Iwan                    |
| 011     | タイムマシン     | Taimu mashin        | La màquina del temps                |
| 012     | 十字架島         | Juujika tou         | L'Illa de la Creu                   |
| 013     | キリストの眼     | Kirisuto no me      | Els Ulls de Crist                   |
| 014     | 人工太陽         | Jinko Taiyo         | El Sol artificial                   |
| 015     | 植物人間         | Shokobutsu ningen   | L'home planta                       |
| 016     | 白い惑星号       | Shiroi wakusei gou  | Planeta blanc número                |
| 017     | ロボットランド   | Robotto Rando       | Robotlàndia                         |
| 018     | ガデム           | Gademu              | Gadem                               |
| 019     | アトム対魔神     | Atom tai maijin     | Àtom contra el déu malèvol          |
| 020     | 気体人間         | Kitai ningen        | L'home gas                          |
| 021     | 人工衛星R-45     | Jinkou eisei R - 45 | Satèl·lit artificial R-45           |
| 022     | 海蛇島           | Umihebi tou         | L'Illa de la Serp Marina            |
| 023     | ミュータント     | Myuutanto           | Mutant                              |
| 024     | 海底王国         | Kaitei oukoku       | El regne del mar                    |
| 025     | 地底戦車         | chitei sensha       | El botó del tanc                    |
| 026     | アトラス         | Atoras              | Atlas                               |

## Astroboy, Tezuka i les preocupacions que sorgeixen de la robòtica

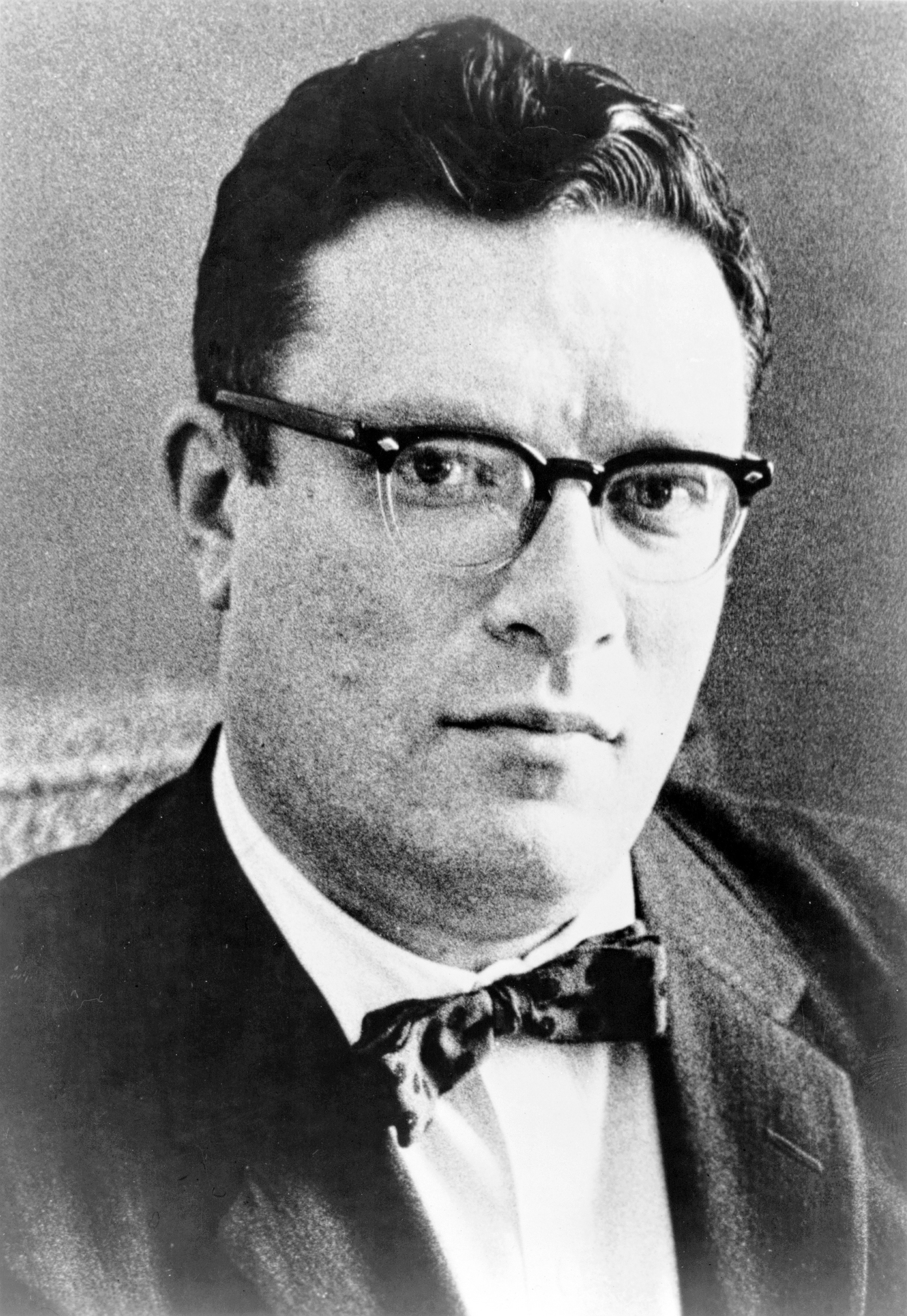
Isaac Asimov en 1965

Durant tota la saga d'Astroboy, sorgeix per part de Tezuka una preocupació sobre la interacció de les màquines amb les persones, i les implicacions que aquestes podrien tenir per al bé de la humanitat, i arriba a desenvolupar idees i conceptes extremadament pròxims als proposats amb les Tres Lleis de la Robòtica d'Isaac Asimov les quals semblen anar guiades per les mateixes preocupacions, a pesar que Tezuka no va formular cap llei pròpiament dita, si va arribar a formular una espècie de senzilles regles ètiques de sentit comú que regixen l'existència i la coexistència dels robots amb els sers humans, i estes regles són al final prou semblants a les tres lleis formulades per Asimov, tot i que desenvolupades d'una manera més senzilla i més intuïtiva i, a diferència d'Asimov, els personatges robòtics de Tezuka no tracten de buscar maneres de circumval·lar les regles, ja que en l'univers de Tezuka els robots tenen un lliure albir intel·lectual i moral de què no disposen els personatges de l'univers Asimov i arriben de vegades a vertaders assajos filosòfics com els desenvolupats pel robot Andrew Martin en L'home bicentenari.
A pesar de la similitud de pensament entre Tezuka i Asimov, no hi ha constància en l'obra de Tezuka o en la d'Asimov de referències entre ells, per tant, sembla que van arribar des de punts d'inici diferents a conclusions semblants sobre el tema.